# Stawiska
Stawiska este o arie protejată (sit de importanță comunitară — SCI) din Polonia întinsă pe o suprafață de 6,3 ha, integral pe uscat.

## Localizare
Centrul sitului Stawiska este situat la coordonatele 51°02′45″N 18°44′57″E / 51.0458°N 18.7493°E.

## Înființare
Situl Stawiska a fost declarat sit de importanță comunitară în octombrie 2009 pentru a proteja 1 specie de animale.

## Biodiversitate
Situată în ecoregiunea continentală, aria protejată conține 1 habitat natural: Păduri de stejar și carpen Galio-Carpinetum.
La baza desemnării sitului se află o specie protejată de  nevertebrate: Osmoderma eremita.